# Gwijde I van Thouars
Gwijde I van Thouars (1183-1242) was van 1234 tot aan zijn dood burggraaf van Thouars.

## Levensloop
Gwijde I was de oudste zoon van burggraaf Amalrik VII van Thouars uit diens tweede huwelijk met Maria, wier afkomst niet is overgeleverd.
In 1234 volgde hij zijn oom Raymond I op als burggraaf van Thouars. Hij maakte deel uit van de edelen in Poitou die trouw waren aan koning Hendrik III van Engeland.
Gwijde huwde met Alix van Mauléon, dochter van Savary van Mauléon en erfgename van het burggraafschap Châteauneuf. Ze kregen volgende kinderen:
- Amalrik IX (1225-1256), burggraaf van Thouars
- Aumur, huwde eerst met Godfried V van Chateaubriant, heer van Condé, en daarna met Olivier de l'Isle Bouchard
- Reinoud I (overleden in 1269), burggraaf van Thouars
- Belleassez
- Savary IV (overleden in 1274), burggraaf van Thouars
- Alix (overleden voor 1268), huwde in 1246 met Willem Maingot, heer van Surgères

Gwijde I van Thouars overleed in 1242. Hij werd als burggraaf van Thouars opgevolgd door zijn jongere broer Amalrik VIII.